# Цзянсу Дрэгонс
«Цзянсу Дрэгонс» (кит. 江蘇龍肯帝亞, англ. Jiangsu Dragons) — китайский баскетбольный клуб, выступающий в Южном дивизионе Китайской баскетбольной ассоциации (КБА). Представляет города Нанькин (домашняя площадка — спортивный зал Наньган) и Цзянъин (стадион Цзяньина) провинция Цзянсу, КНР.

## История
Клуб был основан в 1996 году и начал выступления в Южном дивизионе. В сезоне 2004—05 годов финишировал на первом месте в регулярном чемпионате и вышел в пле й-офф, где в четвертьфинале обыграл «Синьцзян Флайн Тайгерс», в полуфинале — «Юньнань Буллз», но в финале уступил «Гуандун Саузерн Тайгерс».

## Статистика выступлений
| Сезон   | Место |
| ------- | ----- |
| 2010/11 | 4     |
| 2009/10 | 6     |
| 2008/09 | 3     |
| 2007/08 | 3     |
| 2006/07 | 3     |
| 2005/06 | 4     |
| 2004/05 | 1     |
| 2003/04 | 3     |
| 2002/03 | 9     |
| 2001/02 | 9     |
| 1999/00 | 8     |
| 1998/99 | 10    |
| 1997/98 | 7     |
| 1996/97 | 7     |

## Известные игроки
- Тан Чжэндун
- Ху Сюэфэн
- Маркус Уильямс
- / Джексон Вроман